# HMS Cumberland (1774)
Cumberland (1782) — 74-пушечный линейный корабль 3 ранга Королевского флота. Принадлежал к типу Elizabeth Томаса Слейда.
Заказан 8 июня 1768 года. Заложен 7 января 1769 года на королевской верфи в Дептфорде. Спущен на воду 29 марта 1774.

## Служба
8 января 1780 года в составе эскадры Родни (капитан Пейтон) принял участие в атаке на флот испанских «купцов». 16 января в составе той же эскадры участвовал в Битве при лунном свете.
20 июня 1783 года участвовал в сражении у Куддалора.
Разобран в Портсмуте в 1805 году.